# VR Sr1
VR Sr1 (انگلیسی: VR Class Sr1) کلاسی از لوکوموتیوهای برقی است که برای گروه وی‌آر فنلاند ساخته شده است. این لوکوموتیوهای ۲۵ کیلوولتی در اتحاد جماهیر شوروی در کارخانه لوکوموتیو برقی Novocherkassk بین سال‌های ۱۹۷۳ تا ۱۹۸۵ ساخته شدند. دو لوکوموتیو دیگر از این کلاس در کارگاه ماشین‌سازی VR Hyvinkää در سال‌های ۱۹۹۳ و ۱۹۹۵ ساخته شدند، شماره ۳۱۱۱ از قطعات یدکی و شماره ۳۱۱۲ از لوکوموتیو نمونه اولیه اصلی (شماره ۳۰۰۰) که هرگز توسط VR استفاده نشد. طبقه‌بندی رسمی ارائه شده توسط سازنده VL70 یا ES40 است.
لقب این لوکوموتیوها «Siperian susi» (گرگ سیبری. در زبان عامیانه فنلاندی «سوسی» همچنین می‌تواند به معنای یک شیء بی‌کیفیت باشد، معادل انگلیسی آن «سگ» یا «لیمو» است)، Kaalihäkki (قفس کلم) و Sähköryssä (روسی برقی) است.